# Trupa Totuși
Trupa Totuși este o formație românească de muzică folk/rock, înființată în anul 1983, la București. Imaginea Trupei Totuși este în mare parte legată de evoluția Cenaclului Flacăra, trupa fiind nelipsită în cadrul nenumăratelor turnee prin țară și străinătate ale Cenaclului începând cu 1983.

## Istoria formației

### Debut
La inițiativa lui Andrei Păunescu, alături de sora sa Ioana și câțiva prieteni se înființează în vara anului 1983 trupa Totuși. Ea debutează pe scena Cenaclului Flacăra în data de 21 iulie 1983, la concertul de pe stadionul din localitatea Siret.
În prima formulă a trupei, erau alături de Andrei Păunescu (chitară electrică), Radu Victor Popescu (percuție), Dana Guțu (voce și chitară electrică) și Ioana Păunescu (chitară bas și voce).

### Perioada de dinainte de 1989

#### Cenaclul Flacăra
Până la interzicerea Cenaclului Flacăra (15 iunie 1985, după concertul de pe stadionul din Ploiești, unde furtuna extrem de puternică și proasta organizare au creat haos și o busculadă soldată cu victime), în componența trupei Totuși mai intră, în diverse formule de concert și turneu: Cristi Minculescu (1 ianuarie 1984–3 februarie 1985), Sanda Lăcătușu, Dan Popescu (soliști vocali), Nicky Dinescu, Romeo Beianu (percuție), Horațiu Rad, Jerry Schwartz (bas), Dan Cărăbaș (chitară electrică).
În 1983, Andrei Păunescu înregistrează în studioul 6 al Radiodifuziunii Române cântecele „Da da da” (versiunea românească, acompaniat instrumental de Trupa Flapo: Alexandru „Jimmy” Zărnescu – chitară, Romeo Beianu – percuție, Jerry Schwartz – bas, Ionuț Văduva – claviaturi) și „Totuși” (chitară electrică și compoziție, alături de Trupa Totuși: cu Dana Guțu – chitară și voce, Romeo Beianu – percuție, Ioana Păunescu – bas).
La 1 ianuarie 1984, cunoscutul solist Cristian Minculescu (membru Harap-Alb, Iris, Voltaj) se alătură trupei Totuși, eveniment despre care Andrei Păunescu spunea: „La revelionul 1984, organizat de Cenaclul Flacăra la Breaza, s-a întâmplat ceea ce nu speram să trăiesc vreodată eu, fanul declarat al lui Cristi Minculescu: artistul a dorit să vină în continuare și să rămână, chiar și fără Iris, la «Flacăra», iar noi, adolescenții componenți ai Trupei Totuși, tocmai rămași fără vocalist, i-am devenit colegi, pentru un an și o lună.”
Andrei Păunescu înregistrează în studioul 8 al Radiodifuziunii Române și în studioul audio al Televiziunii Române următoarele cântece: „Marile iubiri”, „În grabă”, „Totuși” (1984, împreună cu Trupa Totuși: Cristi Minculescu – voce, Nicky Dinescu – percuție, Ioana Păunescu – bas, Dan Cărăbaș – chitară electrică, Andrei Păunescu – chitară și compoziții). Alte cântece din repertoriu, cu Minculescu la voce: „Roboții”, „Șapte mări și șapte țări”, „Noua modă” (toate pe versuri de Adrian Păunescu).
La Televiziunea Română, este prezentat un singur microrecital al trupei Totuși, la începutul lunii august 1984, în componența Andrei Păunescu (chitară), Cristi Minculescu (voce), Nicky Dinescu (percuție), Ioana Păunescu (bas), Dan Cărăbaș (chitară). Minculescu părăsește formația pe 3 februarie 1985, revenind la Iris.
Între 1983 și 1985, piesele lui Andrei Păunescu și ale trupei Totuși (înregistrări din studio sau live, la Cenaclul Flacăra), sunt difuzate frecvent la postul național de radio, în emisiunea Radio Cenaclul Flacăra.
Andrei Păunescu și Trupa Totuși obțin următoarele premii pentru activitatea muzicală în cadrul Cenaclului Flacăra:
- 1983 – Premiul pentru debut cu Trupa Totuși
- 1984 – Marele Premiu pentru compoziția „Marile iubiri”
- 1984 – Marele Premiu al Cenaclului Flacăra cu Trupa Totuși

#### După interzicerea Cenaclului Flacăra
După interzicerea Cenaclului Flacăra (16 iunie 1985), timp de doi ani, Trupa Totuși cântă foarte rar, fiind pe lista cu artiști care au în repertoriu texte considerate subversive de către cenzură.
În martie 1986, după șase luni de repetiții, spectacolul de compoziții ale lui Andrei Păunescu, pe versuri de George Bacovia, pe care îl pregătise împreună cu trupa Totuși pentru Teatrul Foarte Mic (director Dinu Săraru), este oprit de cenzură, înainte de prima reprezentație (din trupa Totuși mai făcând parte, alături de Andrei Păunescu, Marian Ionescu sau Cristian Babeș – bas, Nicky Dinescu – percuție, Romeo Unga sau Radu Corneanu – voce).
Trupa se destramă în martie 1986, după eliminarea din sala de repetiții de la Teatrul Foarte Mic, impusă direcțiunii de către Securitate și cenzura Partidului Comunist Român.
În aprilie 1986, la inițiativa tinerilor Marius Stoian (solist vocal, 15 ani) și Ionel Tănase „Tase” (percuție, 16 ani), Andrei Păunescu reface trupa Totuși. Andrei Păunescu fiind proaspăt Student la Filologie, reîncepe repetițiile într-o debara de 3 metri pătrați a Clubului Universitas (al Universității din București din strada Schitu Măgureanu), apoi și activitatea concertistică, tot în octombrie 1987 (alături de Ionel Tănase „Tase” – percuție, Marius Stoian – voce, și Paul Simion – chitară bas).
Până în decembrie 1989, din trupa Totuși, alături de Andrei, mai fac parte, pe rând, Virgil Popa (solist vocal), Mihai Cristea, Cristian Florea, Ștefan Iuga, Cristian Rusu, Liviu Hoisan, Gabriel Mitran (chitară bas), Petre Traian Roșu, Costin Olaru (percuție), Dan Tufan (claviaturi). Au loc spectacole și participări la festivaluri și concursuri din țară, unde trupa Totuși obține premii (Folk, Rock, Jazz – Craiova 1987, Primăvara Baladelor – București 1988, Top T – Buzău 1988 și 1989, Constelații Rock – Râmnicu Vâlcea 1988, trupa fiind invitată în recital la Festivalul TimRock – Timișoara 1988 și 1989).
Andrei Păunescu înregistrează în studioul 8 al Radiodifuziunii Române următoarele cântece: „Oamenilor muncii”, „Într-o bună zi” (1988, cu Trupa Totuși: Ionel Tănase „Tase” – percuție, Virgil Popa – voce, Cristian Florea / Gabriel Mitran – bas, Dan Tufan – claviaturi, Andrei Păunescu – chitară electrică).

### Perioada postdecembristă
Odată cu Revoluția din decembrie 1989, Cenaclul Flacăra iese de sub interdicția autorităților, iar Andrei Păunescu participă la aproape toate spectacolele noului Cenaclu (peste o mie, în calitate de director muzical, cantautor, solist vocal, chitarist și conducător al trupei Totuși, în care mai cântă ocazional și la claviaturi, bas și percuție), subintitulat, temporar, „Totuși iubirea”.
În componența Trupei Totuși mai intră, de-a lungul vremii, după 1989: Mihai Napu, Mălin Cristache, Emilian Florentin, Sandu Vasile Hotima, Cezar Zavate, Alexandru Zărnescu, Marcis Nuț, Vasile Mardare, Vlady Săteanu, Rareș Suciu, Radu Vălean (chitară bas), Valeriu Neamțu „Gălăgie”, Dan Ivanciu, Cristian Prihotcă, Alexandru Neagu, Dan Alexandru, Ciprian Diaconu, Claudiu Purcărin (percuție), Ionuț Văduva, Călin Ciama, Tatiana Stepa, Mugurel Coman (claviaturi), Jelena Milovanovic, Dana Salahor, Maria Maria (voce).
Din 2007, componența trupei Totuși se stabilizează pentru o vreme în formula Andrei Păunescu (chitară, voce), Ionel Tănase „Tase” (percuție), Mihai Napu (bas / chitară, voce), Vlady Săteanu (bas).
Din 2008, Andrei Păunescu este prezent la toate edițiile Festivalului Folk You de la Vama Veche și la Galele Folk You de la București, singur sau cu trupa Totuși.
Din martie 2010, trupa Totuși își reia activitatea susținut, cu spectacole în cluburi din București și în țară.
În ziua de 1 august 2010, participă la ultimul concert în care Adrian Păunescu conduce de pe scenă Cenaclul Flacăra, pe stadionul din Năvodari.
Odată cu renașterea fenomenului Cenaclul Flacăra prin seria de concerte Remember Cenaclul Flacăra, Totuși devine o prezență permanentă în cadrul acestor manifestări culturale.

## Componență

### Membri actuali
- Andrei Păunescu – chitară electroacustică, chitară electrică, chitară bas, voce, claviaturi, percuție (1983–prezent)
- Ionel Tănase „Tase” – percuție (1986–prezent)
- Maria Maria – voce
- Rareș Suciu – chitară bas
- Claudiu Purcărin – percuție
- Radu Vălean – chitară bas

### Foști membri
| - Tatiana Stepa – voce, claviaturi - Cristi Minculescu – voce (1 ianuarie 1984–3 februarie 1985) - Mihai Napu – chitară bas, chitară armonie - Vladimir „Vlady” Săteanu – chitară bas - Ioana Păunescu – chitară bas și voce - Alexandru Neagu – percuție - Alexandru „Jimmy” Zărnescu – chitară - Călin Ciama „Efendi” – claviaturi - Cezar Zavate – chitară bas - Ciprian Diaconu – percuție - Costin Olaru – percuție - Cristian Babeș – chitară bas - Cristian Florea – chitară bas - Cristian Prihotcă – percuție - Cristian Rusu – chitară bas - Dan Alexandru – percuție - Dan Cărăbaș – chitară electrică - Dan Ivanciu – percuție - Dan Popescu – voce - Dan „Cândoi” Tufan – claviaturi - Dana Guțu – voce și chitară electrică - Dana Salahor – voce - Emilian Florentin – chitară bas - Gabriel Mitran – chitară bas - Horațiu Rad – chitară bas | - Ionuț Văduva – claviaturi - Jelena Milovanovic – voce - Jerry Schwartz – chitară bas - Liviu Hoisan – chitară bas - Marcis Nuț – chitară bas - Marian Ionescu – chitară bas - Marius Stoian – voce - Mălin Cristache – chitară bas - Mihai Cristea – chitară bas - Mugurel Coman – claviaturi - Nicolae „Nicky” Dinescu – percuție - Paul Simion – chitară bas - Petre Traian Roșu – percuție - Radu Corneanu – voce - Radu Victor Popescu – percuție - Romeo Beianu – percuție - Romeo Unga – voce - Sanda Lăcătușu – voce - Sandu Vasile Hotima – chitară bas - Ștefan Iuga – chitară bas - Valeriu Neamțu „Gălăgie” – percuție - Vasile Mardare – chitară bas - Virgil Popa – voce |